# Elasmogorgia flexilis
Elasmogorgia flexilis is een zachte koraalsoort uit de familie Plexauridae. De koraalsoort komt uit het geslacht Elasmogorgia. Elasmogorgia flexilis werd in 1905 voor het eerst wetenschappelijk beschreven door Hickson. 